# Ludwig Schöne
Ludwig Schöne (* 19. Juni 1845 in Leipzig; † 8. Juni 1935 in Wien) war ein deutsch-österreichischer Architekt.

## Leben
Ludwig Schöne stammte aus Sachsen und erhielt seine Ausbildung in Leipzig und Hannover. Ab 1871 ist er in Wien belegbar, wobei er zunächst in diversen Architekturbüros gearbeitet haben dürfte, bevor ab den frühen 1880er Jahren von ihm selbständig errichtete Bauten nachweisbar sind. 1883 erhielt er das Heimatrecht in Wien. Während der Ringstraßenära war er einer der produktivsten Architekten in Wien. Darüber hinaus war er in der gesamten Monarchie tätig. Nach dem Ende des Ersten Weltkriegs erhielt er jedoch kaum noch Aufträge und starb völlig verarmt. Sein Grab befindet sich auf dem Evangelischen Friedhof Matzleinsdorf.

## Werk
Ludwig Schöne war ein Vertreter des Historismus, der flexibel die Gestaltung dem Zweck seiner Gebäude anpasste. So verwendete er für seine Wohnbauten altdeutsche und neobarocke Formen, für seine Kirchenbauten neuromanisch-neugotische Gestaltungen und für seine Synagogen byzantinisch-orientalisierende Elemente. Schöne, der ein großes Können in Stilvielfalt und in allen Sparten des Hochbaus besaß, vermochte sich in der Zeit um 1910 jedoch auch vom Historismus zu lösen und moderne, dekorativ stark reduzierte Gebäude zu errichten, sowie in den 1920er Jahren auch Wohnhausanlagen für die Gemeinde Wien. Im Bereich des Sakralbaus fällt auf, dass er (selbst evangelisch), für alle Konfessionen baute, was zu jener Zeit ungewöhnlich war.
| Foto  |                 | Baujahr   | Name                                                                                  | Standort                                                   | Beschreibung                                                 | Metadaten                                                                                     |
| ----- | --------------- | --------- | ------------------------------------------------------------------------------------- | ---------------------------------------------------------- | ------------------------------------------------------------ | --------------------------------------------------------------------------------------------- |
| ja    | Datei hochladen | 1880      | Synagoge in Steinamanger / Szombathely · Wikidata                                     | Standort                                                   | → Hauptartikel : Synagoge (Szombathely) f1                   | P84(Architekt):Ludwig Schöne P131(Ort):Szombathely Region-ISO:HU-SH                           |
| ja    | Datei hochladen | 1882      | Sanatorium Dr. Anton Loew                                                             | Wien 9, Mariannengasse 20 Standort                         |                                                              | P84(Architekt): P131(Ort):                                                                    |
| BW    | Datei hochladen | 1883      | Sparkassa in Ödenburg / Sopron                                                        | Varkerület 59 Standort                                     |                                                              | P84(Architekt): P131(Ort):                                                                    |
| BW    | Datei hochladen | 1884      | evangelische Schule in Ödenburg / Sopron                                              | Szinhaz utca 27 Standort                                   |                                                              | P84(Architekt): P131(Ort):                                                                    |
| ja    | Datei hochladen | um 1885   | Synagoge Bielitz · Wikidata                                                           | Bielsko-Biała Standort                                     | → Hauptartikel : Synagoge Bielitz f1                         | P84(Architekt):Ludwig Schöne, Carl Korn P131(Ort):Bielitz-Biala Region-ISO:PL-24              |
| ja    | Datei hochladen | um 1885   | Große Synagoge (Vukovar) · Wikidata                                                   | Ljudevita Gaja Standort                                    | zerstört                                                     | P84(Architekt): P131(Ort):Vukovar Region-ISO:HR-16                                            |
|       | Datei hochladen | um 1885   | Synagoge in Körmend                                                                   | H                                                          | zerstört Anmerkung: fraglich                                 | P84(Architekt): P131(Ort):                                                                    |
| ja    | Datei hochladen | 1886      | Schloss Barthodelsky · Wikidata                                                       | Beled bei Raab / Győr, H Standort                          | Anmerkung: Barthodeiszky-kastély                             | P84(Architekt):Ludwig Schöne P131(Ort):Beled Region-ISO:HU-GS                                 |
| ja    | Datei hochladen | 1886      | evang. Kirche in Körmend · Wikidata                                                   | Standort                                                   |                                                              | P84(Architekt): P131(Ort):Körmend Region-ISO:HU-VA                                            |
| ja    | Datei hochladen | 1887      | Synagoge in Znaim/Znojmo · Wikidata                                                   | CZ Standort                                                | zerstört                                                     | P84(Architekt):Ludwig Schöne P131(Ort):Znojmo Region-ISO:CZ-64                                |
| ja    | Datei hochladen | 1888      | Wohn- und Geschäftshaus                                                               | Kaiserstraße 8, Wien 7 Standort                            |                                                              | P84(Architekt): P131(Ort):                                                                    |
| BW    | Datei hochladen | 1889      | Miethaus Ödenburg / Sopron                                                            | Szecheny ter 13 Standort                                   |                                                              | P84(Architekt): P131(Ort):                                                                    |
| ja    | Datei hochladen | 1890      | Miethaus "Rubens-Haus"                                                                | Wien 4, Rubensgasse 13 Standort                            |                                                              | P84(Architekt):Ferdinand Seif, Ludwig Schöne P131(Ort):Wien Region-ISO:AT-9                   |
| ja    | Datei hochladen | um 1890   | Vereinshaus der niederösterreichischen Buchdrucker und Schriftsetzer                  | Wien 7, Seidengasse 15–17 Standort                         | Anmerkung: mit Franz Fröhlich                                | P84(Architekt):Alois Schumacher, Ludwig Schöne, Franz Fröhlich P131(Ort):Wien Region-ISO:AT-9 |
| ja    | Datei hochladen | 1890      | Miethaus                                                                              | Wien 6, Amerlingstraße 7 Standort                          | Anmerkung: mit Carl Langhammer u. Franz Fröhlich             | P84(Architekt):Carl Langhammer, Ludwig Schöne, Franz Fröhlich P131(Ort):Wien Region-ISO:AT-9  |
| ja    | Datei hochladen | 1887      | Miethaus                                                                              | Wien 6, Amerlingstraße 8 / Chwallagasse 4 Standort         |                                                              | P84(Architekt): P131(Ort):                                                                    |
| ja    | Datei hochladen | 1890      | Miethaus                                                                              | Wien 5, Kriehubergasse 29 Standort                         |                                                              | P84(Architekt):Ludwig Schöne P131(Ort):Wien Region-ISO:AT-9                                   |
| BW    | Datei hochladen | 1891      | Miethaus                                                                              | Wien 8, Laudongasse 25 Standort                            |                                                              | P84(Architekt):Ludwig Schöne P131(Ort):Wien Region-ISO:AT-9                                   |
| ja    | Datei hochladen | 1891      | Kinderhospiz in Sulzbach bei Bad Ischl HERIS-ID: 105038 Objekt-ID: 121991             | Sulzbach 64 Standort                                       |                                                              | P84(Architekt): P131(Ort):Bad Ischl Region-ISO:AT-4                                           |
| ja    | Datei hochladen | 1891–1892 | evangelische Kirche St. Pölten HERIS-ID: 29380 Objekt-ID: 26025                       | Heßstraße Standort                                         | → Hauptartikel : Evangelische Pfarrkirche St. Pölten f1      | P84(Architekt): P131(Ort):St. Pölten Region-ISO:AT-3                                          |
| BW    | Datei hochladen | 1892      | Miethaus                                                                              | Wien 5, Rechte Wienzeile 85 Standort                       |                                                              | P84(Architekt):Ludwig Schöne P131(Ort):Wien Region-ISO:AT-9                                   |
| ja    | Datei hochladen | 1892      | Miethaus                                                                              | Wien 1, Ebendorferstraße 3 Standort                        |                                                              | P84(Architekt):Ludwig Schöne P131(Ort):Wien Region-ISO:AT-9                                   |
| ja    | Datei hochladen | 1892–1893 | Pfarrkirche in Weißenbach an der Triesting HERIS-ID: 65664 Objekt-ID: 78524           | Kirchenplatz 2 Standort                                    | → Hauptartikel : Pfarrkirche Weissenbach an der Triesting f1 | P84(Architekt):Ludwig Schöne P131(Ort):Weissenbach an der Triesting Region-ISO:AT-3           |
| ja    | Datei hochladen | 1892–1894 | Stadtpfarrkirche Güns / Köszeg · Wikidata                                             | Standort                                                   | → Hauptartikel : Herz-Jesu-Kirche (Kőszeg) f1                | P84(Architekt): P131(Ort):Kőszeg Region-ISO:HU-VA                                             |
| ja    | Datei hochladen | 1895      | Stadtpfarrkirche Kopřivnice · Wikidata                                                | Standort                                                   |                                                              | P84(Architekt):Ludwig Schöne P131(Ort):Kopřivnice Region-ISO:CZ                               |
| BW    | Datei hochladen | 1893      | Miethaus Gerger-Hof                                                                   | Wien 5, Pilgramgasse 8 Standort                            | Anmerkung: mit Franz Fröhlich                                | P84(Architekt):Franz Kupka, Ludwig Schöne, Franz Fröhlich P131(Ort):Wien Region-ISO:AT-9      |
| BW    | Datei hochladen | 1893      | Miethaus                                                                              | Wien 9, Höfergasse 3 Standort                              |                                                              | P84(Architekt): P131(Ort):                                                                    |
| BW    | Datei hochladen | 1893      | Villa Russ                                                                            | Sopron, Erzsébet utca 10 Standort                          |                                                              | P84(Architekt): P131(Ort):                                                                    |
| ja    | Datei hochladen | 1894      | Miethaus                                                                              | Wien 8, Kochgasse 9 Standort                               |                                                              | P84(Architekt): P131(Ort):                                                                    |
| ja    | Datei hochladen | 1894–1898 | Lutherkirche mit Pfarrhof und zwei Wohnhäusern HERIS-ID: 48827 Objekt-ID: 52381       | Wien 18, Martinstraße 25 Standort                          | Anmerkung: mit Theodor Bach                                  | P84(Architekt): P131(Ort):Wien Region-ISO:AT-9                                                |
| ja BW | Datei hochladen | 1895      | Haus des Beamtenvereines                                                              | Wien 1, Wipplingerstraße 25 Standort                       | Anmerkung: stark verändert                                   | P84(Architekt):Ludwig Schöne P131(Ort):Wien Region-ISO:AT-9                                   |
| ja    | Datei hochladen | 1895      | Miethaus                                                                              | Wien 4, Große Neugasse 29 Standort                         |                                                              | P84(Architekt):Ludwig Schöne P131(Ort):Wien Region-ISO:AT-9                                   |
| ja    | Datei hochladen | 1896      | Turm der evangelischen Kirche Rust HERIS-ID: 4619 Objekt-ID: 473                      | Conradplatz, Rust, Burgenland Standort                     | → Hauptartikel : Evangelische Pfarrkirche Rust am See f1     | P84(Architekt): P131(Ort):Rust Region-ISO:AT-1                                                |
| BW    | Datei hochladen | 1896      | Miethaus                                                                              | Wien 4, Schleifmühlgasse 23 Standort                       | Anmerkung: mit Franz Fröhlich                                | P84(Architekt): P131(Ort):                                                                    |
| ja    | Datei hochladen | 1896      | Evangelische Kirche Steinamanager / Szombathely · Wikidata                            | Standort                                                   |                                                              | P84(Architekt): P131(Ort):Szombathely Region-ISO:HU-SH                                        |
| BW    | Datei hochladen | 1897–1898 | Villa Specht                                                                          | Wien 13, Hietzinger Hauptstraße 35 / Wenzgasse 26 Standort |                                                              | P84(Architekt):Ludwig Schöne P131(Ort):Wien Region-ISO:AT-9                                   |
| ja    | Datei hochladen | 1898      | Evangelische Kirche in Steyr HERIS-ID: 104561 Objekt-ID: 121376                       | Bahnhofstraße 22 Standort                                  | → Hauptartikel : Evangelische Pfarrkirche Steyr f1           | P84(Architekt): P131(Ort):Steyr Region-ISO:AT-4                                               |
| ja    | Datei hochladen | 1898      | Haus der Genossenschaft der Gastwirte HERIS-ID: 47443 Objekt-ID: 50512                | Wien 1, Judenplatz 3–4 Standort                            | Anmerkung: auch Managetta-Haus                               | P84(Architekt): P131(Ort):Innere Stadt Region-ISO:AT-9                                        |
|       | Datei hochladen | 1898      | Hotel Bristol in Bozen / Bolzano                                                      | Raingasse, Bozen                                           | zerstört Anmerkung: 1961 abgerissen                          | P84(Architekt): P131(Ort):                                                                    |
| ja    | Datei hochladen | 1898      | Katholische Kirche in Felszerfalva HERIS-ID: 23246 Objekt-ID: 19597                   | Hauptplatz Standort                                        | → Hauptartikel : Pfarrkirche Hirm f1                         | P84(Architekt): P131(Ort):Hirm Region-ISO:AT-1                                                |
| ja    | Datei hochladen | 1899      | Miethaus                                                                              | Wien 7, Schottenfeldgasse 20 Standort                      |                                                              | P84(Architekt):Ludwig Schöne P131(Ort):Wien Region-ISO:AT-9                                   |
| BW    | Datei hochladen | 1899–1902 | Villa K. Rella                                                                        | Küb-Payerbach, NÖ, 30 Standort                             |                                                              | P84(Architekt): P131(Ort):                                                                    |
| BW    | Datei hochladen | 1900      | Hotel Beatrix                                                                         | Wien 3, Beatrixgasse / Landstraßer Hauptstraße Standort    |                                                              | P84(Architekt): P131(Ort):                                                                    |
| ja    | Datei hochladen | 1900–1901 | Evangelische Pfarrkirche in Pöttelsdorf HERIS-ID: 22638 Objekt-ID: 18972              | Hauptstraße 42 Standort                                    | → Hauptartikel : Evangelische Pfarrkirche Pöttelsdorf f1     | P84(Architekt): P131(Ort):Pöttelsdorf Region-ISO:AT-1                                         |
| BW    | Datei hochladen | um 1900   | Miethaus                                                                              | Wien 6, Linke Wienzeile 18 Standort                        | Anmerkung: ehemals Ufergasse                                 | P84(Architekt):Ludwig Schöne P131(Ort):Wien Region-ISO:AT-9                                   |
| BW    | Datei hochladen | um 1900   | Miethaus                                                                              | Wien 3, Sechskrügelgasse 10 Standort                       |                                                              | P84(Architekt):Ludwig Schöne P131(Ort):Wien Region-ISO:AT-9                                   |
| ja    | Datei hochladen | 1901      | Miethaus                                                                              | Wien 4, Schönburgstraße 14 Standort                        |                                                              | P84(Architekt):Ludwig Schöne P131(Ort):Wien Region-ISO:AT-9                                   |
| ja    | Datei hochladen | 1901–1902 | Miethaus                                                                              | Wien 1, Biberstraße 5 / Falkestraße Standort               |                                                              | P84(Architekt):Ludwig Schöne P131(Ort):Wien Region-ISO:AT-9                                   |
| BW    | Datei hochladen | 1901–1902 | Wohnhaus des Bürgerspitalsfonds                                                       | Wien 6, Mariahilfer Straße 23–25 Standort                  | Anmerkung: mit Franz Fröhlich                                | P84(Architekt): P131(Ort):                                                                    |
| ja    | Datei hochladen | 1901–1902 | evangelische Pfarrkirche Villach HERIS-ID: 54189 Objekt-ID: 62358                     | Dr. Karl-Renner-Platz Standort                             | → Hauptartikel : Kirche im Stadtpark (Villach) f1            | P84(Architekt): P131(Ort):Villach Region-ISO:AT-2                                             |
| ja    | Datei hochladen | 1902      | Wohn- und Geschäftshaus HERIS-ID: 30761 Objekt-ID: 27527                              | Wollzeile 18 Standort                                      |                                                              | P84(Architekt): P131(Ort):Innere Stadt Region-ISO:AT-9                                        |
| BW    | Datei hochladen | 1903      | Villa                                                                                 | Wien 19, Nussberggasse 2b Standort                         |                                                              | P84(Architekt):Ludwig Schöne P131(Ort):Wien Region-ISO:AT-9                                   |
| ja    | Datei hochladen | 1904      | Villa HERIS-ID: 69935 Objekt-ID: 83031                                                | Hinterbrühl, NÖ, Gaadner Straße 36a Standort               |                                                              | P84(Architekt): P131(Ort):Hinterbrühl Region-ISO:AT-3                                         |
| BW    | Datei hochladen | 1904      | Miethaus                                                                              | Wien 5, Kettenbrückengasse 21 Standort                     |                                                              | P84(Architekt):Franz Kupka, Ludwig Schöne P131(Ort):Wien Region-ISO:AT-9                      |
| ja    | Datei hochladen | 1904      | Miethaus                                                                              | Wien 7, Neubaugasse 30 Standort                            |                                                              | P84(Architekt): P131(Ort):                                                                    |
| BW    | Datei hochladen | 1904      | Miethaus                                                                              | Wien 3, Neulinggasse 7 Standort                            |                                                              | P84(Architekt):Ludwig Schöne P131(Ort):Wien Region-ISO:AT-9                                   |
| ja    | Datei hochladen | 1906      | Villa                                                                                 | Bad Vöslau, NÖ, Falkstraße 29 Standort                     |                                                              | P84(Architekt):Ludwig Schöne P131(Ort):Bad Vöslau Region-ISO:AT-3                             |
| ja    | Datei hochladen | 1906      | Wohnhaus                                                                              | Wien 13, Münichreiterstraße 53 Standort                    | Anmerkung: mit Rudolf Goebel, früher Bernbrunngasse          | P84(Architekt):Rudolf Goebel, Ludwig Schöne P131(Ort):Wien Region-ISO:AT-9                    |
| ja    | Datei hochladen | 1906      | Miethäuser                                                                            | Wien 13, Hietzinger Kai 111–113 Standort                   |                                                              | P84(Architekt):Rudolf Goebel, Ludwig Schöne P131(Ort):Wien Region-ISO:AT-9                    |
| ja    | Datei hochladen | 1906      | Miethaus                                                                              | Wien 13, Eduard-Klein-Gasse 13 Standort                    | Anmerkung: mit Rudolf Goebel                                 | P84(Architekt):Rudolf Goebel, Ludwig Schöne P131(Ort):Wien Region-ISO:AT-9                    |
| ja    | Datei hochladen | 1907      | Umbau u. Erweiterung der evangelischen Kirche A.B. HERIS-ID: 33323 Objekt-ID: 30751   | Wien 1, Dorotheergasse 18 Standort                         | → Hauptartikel : Lutherische Stadtkirche (Wien) f1           | P84(Architekt): P131(Ort):Innere Stadt Region-ISO:AT-9                                        |
| ja    | Datei hochladen | 1907      | Metallwarenfabrik Grünwald Wien 15 HERIS-ID: 62196 Objekt-ID: 74722                   | Flachgasse 35–37 Standort                                  |                                                              | P84(Architekt): P131(Ort):Rudolfsheim-Fünfhaus Region-ISO:AT-9                                |
| BW    | Datei hochladen | 1909      | Miethaus                                                                              | Wien 7, Schottenfeldgasse 35 Standort                      |                                                              | P84(Architekt):Ludwig Schöne P131(Ort):Wien Region-ISO:AT-9                                   |
| BW    | Datei hochladen | 1909      | Miethäuser                                                                            | Wien 6, Gumpendorfer Straße 76 Standort                    |                                                              | P84(Architekt): P131(Ort):                                                                    |
| ja    | Datei hochladen | 1909      | Miethaus                                                                              | Wien 12, Schlöglgasse 7a Standort                          |                                                              | P84(Architekt):Ludwig Schöne P131(Ort):Wien Region-ISO:AT-9                                   |
| ja    | Datei hochladen | 1909      | Rathaus Mährisch-Schönberg (Mähren) / Šumperk · Wikidata                              | Standort                                                   | → Hauptartikel : Rathaus (Šumperk) f1                        | P84(Architekt): P131(Ort):Mährisch Schönberg Region-ISO:CZ-71                                 |
|       | Datei hochladen | um 1910   | Villa Schulz                                                                          | Seebenstein, NÖ                                            |                                                              | P84(Architekt): P131(Ort):                                                                    |
| BW    | Datei hochladen | 1912      | Miethaus                                                                              | Wien 4, Phorusgasse 3 Standort                             |                                                              | P84(Architekt):Ludwig Schöne P131(Ort):Wien Region-ISO:AT-9                                   |
| BW    | Datei hochladen | 1912      | Miethaus                                                                              | Wien 17, Hernalser Hauptstraße 79 Standort                 |                                                              | P84(Architekt):Ludwig Schöne P131(Ort):Wien Region-ISO:AT-9                                   |
| BW    | Datei hochladen | 1913      | Miethaus                                                                              | Wien 7, Kirchengasse 25–27 Standort                        |                                                              | P84(Architekt): P131(Ort):                                                                    |
| ja    | Datei hochladen | 1926–1927 | Wohnhausanlage der Gemeinde Wien HERIS-ID: 48776 Objekt-ID: 52327 Wiener Wohnen: 1304 | Wien 18, Gentzgasse 79 Standort                            |                                                              | P84(Architekt): P131(Ort):Währing Region-ISO:AT-9                                             |
| ja    | Datei hochladen | 1928–1929 | Wohnhausanlage der Gemeinde Wien HERIS-ID: 48630 Objekt-ID: 52166 Wiener Wohnen: 552  | Wien 16, Paletzgasse 15 Standort                           |                                                              | P84(Architekt): P131(Ort):Ottakring Region-ISO:AT-9                                           |